# Jacques Fajard
Jacques Fajard (ou Jacob Fajard) est un orfèvre actif à Strasbourg au début du XVIIIe siècle.

## Biographie

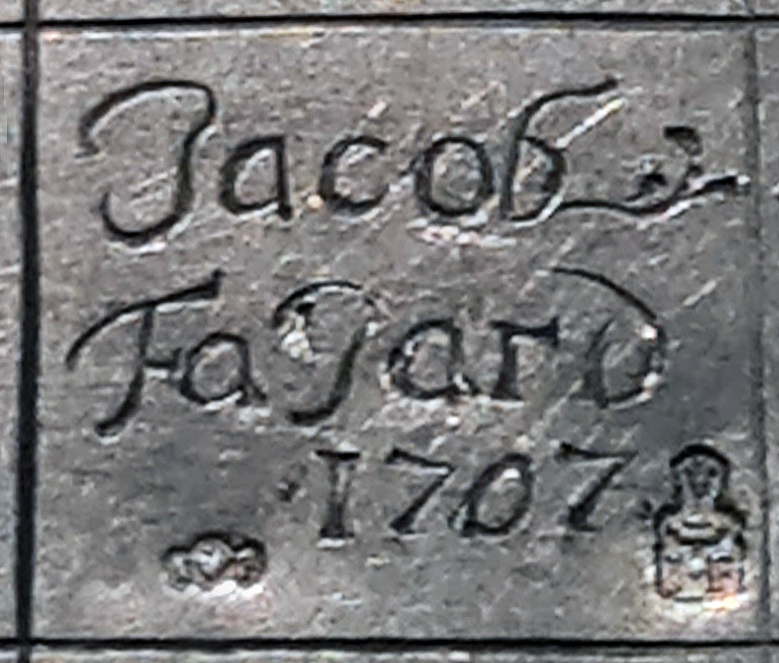
Poinçons et date (Musée historique de Strasbourg).

Venu de Brisach où son père était marchand de vins, il est le premier orfèvre français à s'être installé dans la ville libre royale de Strasbourg. À son arrivée, il achète le droit de bourgeoisie le 29 mars 1707. 
Compte tenu du nombre croissant de catholiques à Strasbourg, une loi de 1687 — l'alternative — stipule que chaque charge administrative devenue vacante sera désormais confiée alternativement à l'une ou l'autre confession, luthérienne ou catholique. Jacques Fajard, catholique, bénéficie de ces nouvelles dispositions et devient ainsi examinateur juré de la corporation de l'Échasse en 1724. Il semble jouir d'une grande autorité.
Son fils, Jacques Maurice, est sénateur de l'Échasse en 1746.
Sa fille, Marie Joseph Gabrielle, entre dans les ordres et devient religieuse de la congrégation de Notre-Dame de Strasbourg. Un dessin au lavis de sa main, représentant les fils de Jacob présentant à leur père le manteau de Joseph, est conservé dans un album.
Jacques Fajard meurt en 1763.

## Œuvre

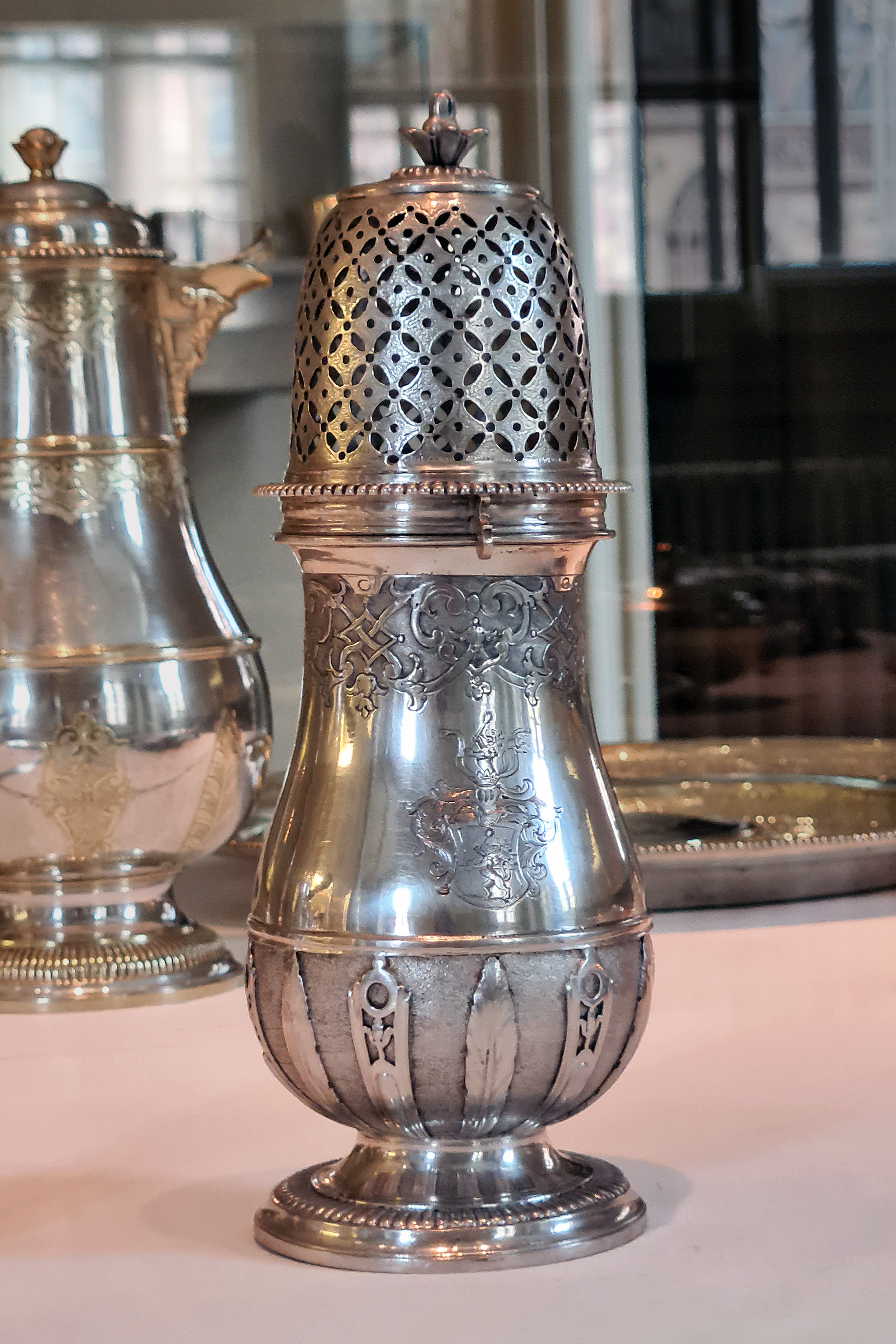
Sucrier à poudre (vers 1710-1720).

Le musée des Arts décoratifs de Strasbourg détient de lui un sucrier à poudre (ou saupoudroir) en argent, gravé aux armoiries de la famille alsacienne Mayerhoffen.
Cependant Jacques Fajard semble s'être spécialisé dans les objets religieux. À la cathédrale de Strasbourg, il fournit des encensoirs et un ostensoir. L'ostensoir, entouré de huit girandoles, muni d'un tabor, est une œuvre de prestige, de grande taille, commandé par la cathédrale en 1723. Six mois seront nécessaires réaliser ce travail. Il est désormais disparu.
Son œuvre la plus connue est la châsse-reliquaire de la collégiale Saint-Florent de Niederhaslach (1716), dont il est l'auteur principal.
La châsse abrite les restes de saint Florent, qui se trouvaient à l'origine dans l'église Saint-Thomas de Strasbourg. Elle contient encore un certain nombre d'ossements, même si certains ont été prélevés lors des visites des empereurs à l'abbaye. Les reliques sont visibles par les quatre côtés. 
Le reliquaire en cuivre forgé, ciselé et doré, se présente comme un coffret rectangulaire en grande partie ajouré. Chacune de ses faces comporte un cadre central vitré, avec rosettes aux angles et de grands écoinçons ornés de motifs fleuronnés de style Louis XIV. 
Un bandeau à rinceaux finement ajourés présente dans un médaillon central ovale — car il était interdit de poinçonner le cuivre — l'auteur principal du reliquaire, Fajard, qui a daté et signé son œuvre (« Fajard fecit Strasbourg 1716 »), ainsi que le restaurateur Auguste Laroche, intervenu en 1857.
- La châsse-reliquaire de saint Florent à Niederhaslach.

"La
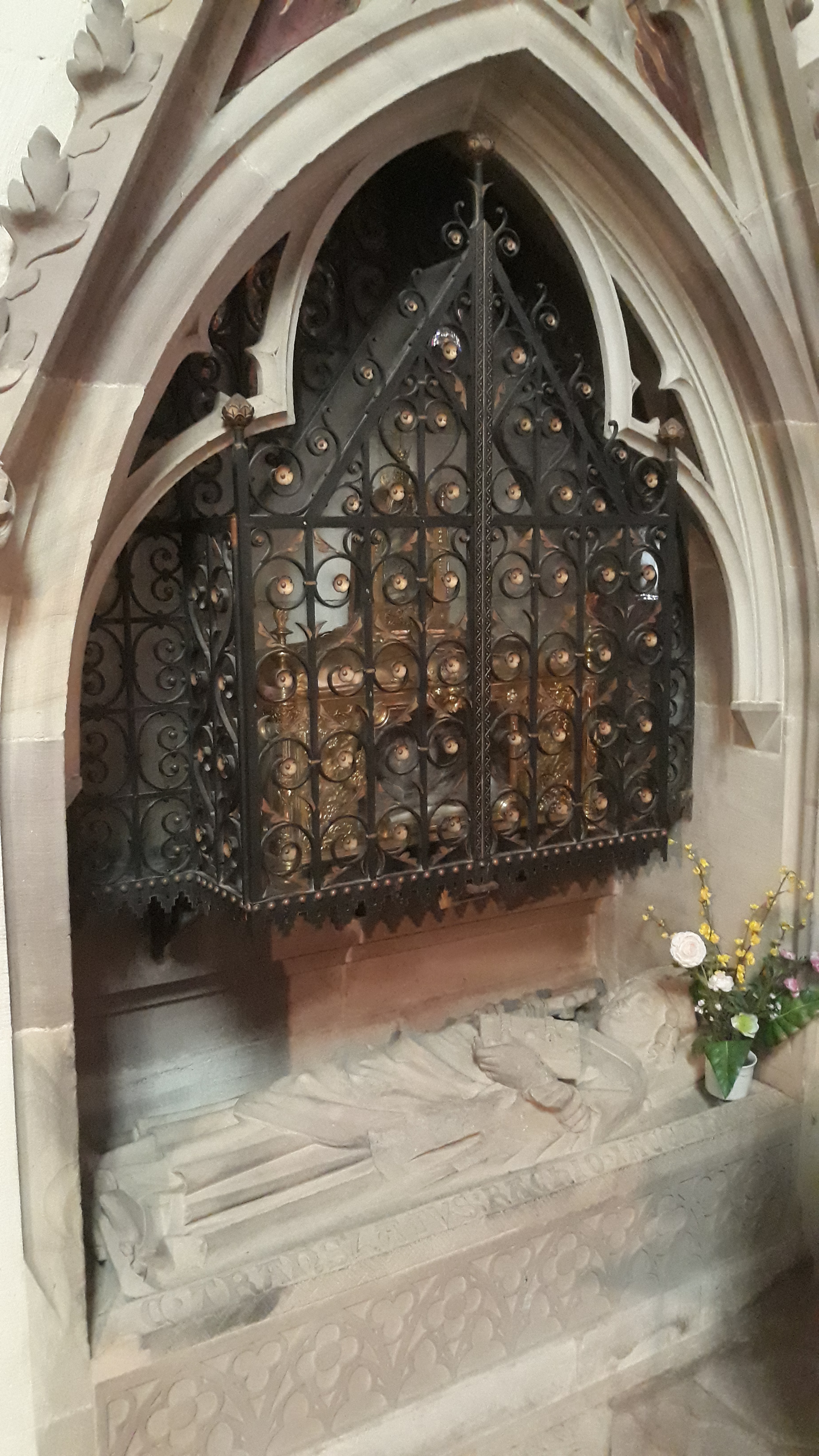
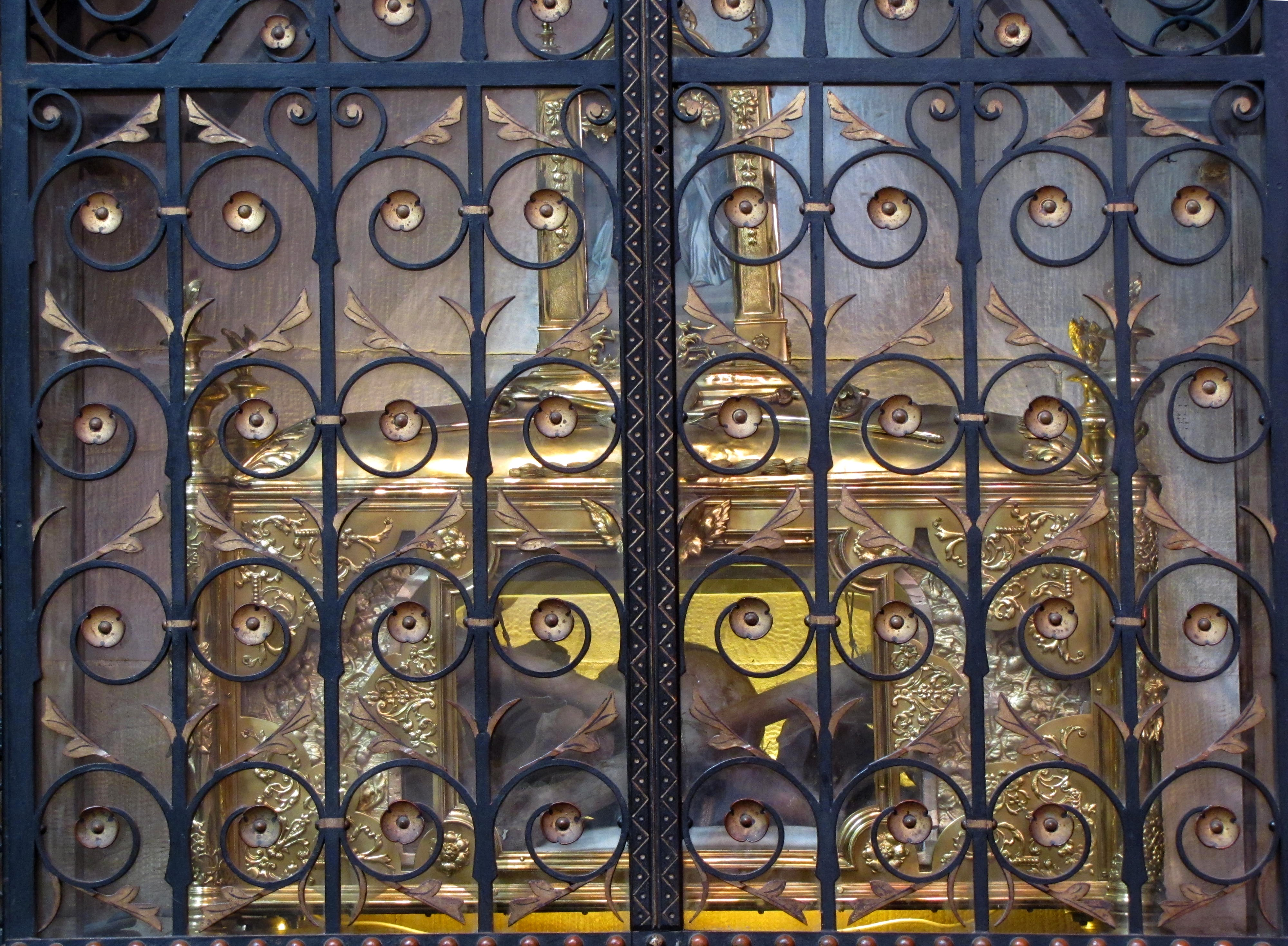
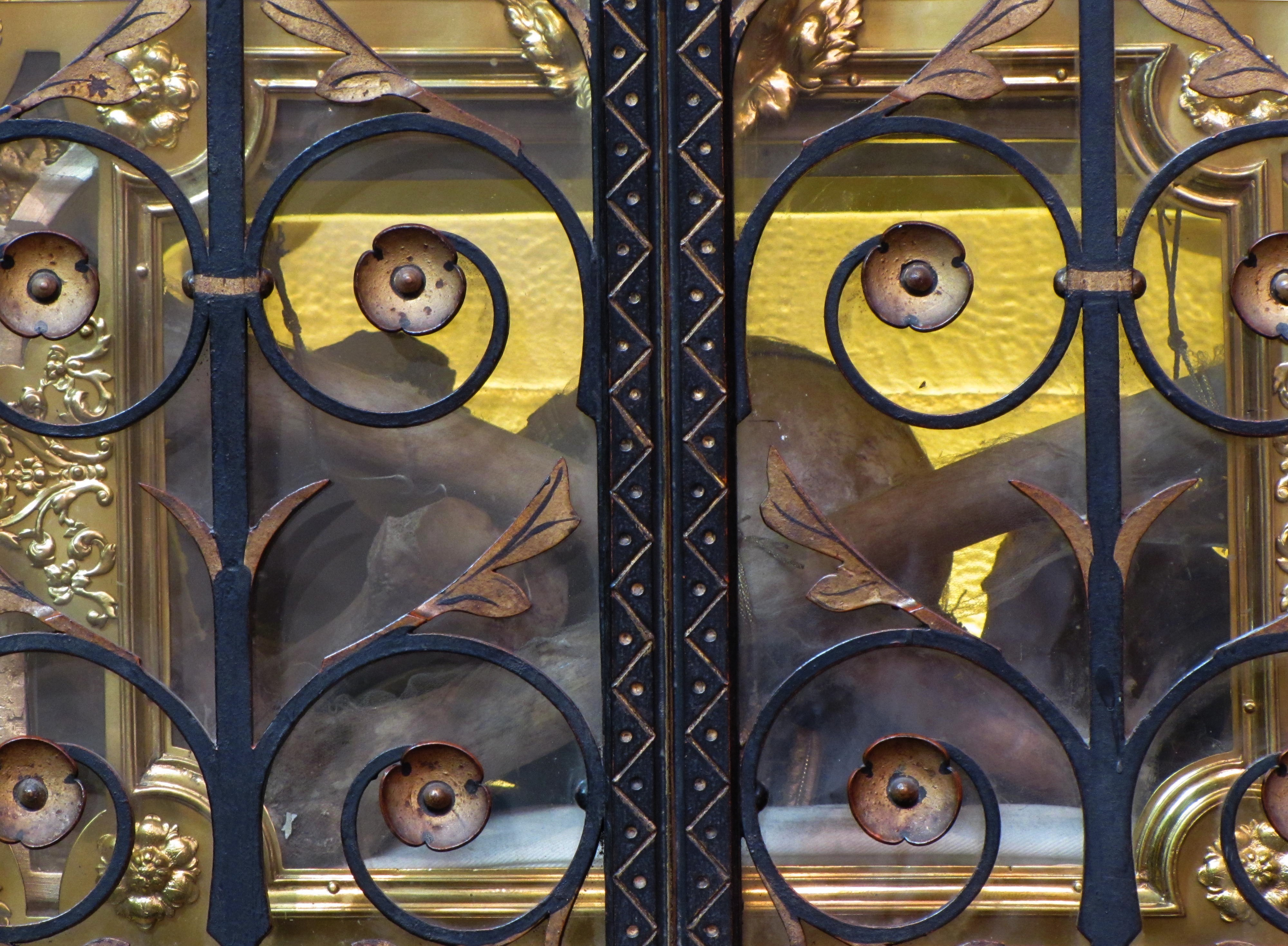

La châsse de saint Florent a longtemps été la seule œuvre de Fajard attestée en Alsace.